# 瘤枝榕
瘤枝榕（学名：Ficus maclellandi）是桑科榕属的植物。分布在印度、马来西亚、泰国、越南以及中国大陆的云南等地，生长于海拔750米至1,200米的地区，多生在溪边及平原，目前已由人工引种栽培。

## 异名
- Ficus maclellandi King var. rhododendrifolia Corner